# Roman Hankeln
Roman Hankeln (* 1965) ist ein deutscher Musikhistoriker.

## Leben
Er studierte von 1985 bis 1991 an der Universität Regensburg bei David Hiley (Dr. phil. 1996, publiziert 1999) und war sein Assistent bei einem von der Deutschen Forschungsgemeinschaft (1996–1999) geförderten Forschungsprojekt. In seiner Habilitationsschrift (Weimar 2004, publiziert 2011) behandelte er die Bedeutung klassischer antiker Metrik in Liedkompositionen von Johann Friedrich Reichardt, Christoph Willibald Gluck und Christian Gottlob Neefe. Hankeln absolvierte die erste Habilitation an der Hochschule für Musik Franz Liszt in Weimar. Er lehrt als Professor für Musikgeschichte an der Technisch-Naturwissenschaftlichen Universität Norwegens in Trondheim (Noregs teknisk-naturvitskaplige universitet).
Seine Forschungsschwerpunkte sind Text, musikalische Struktur, Stil und gesellschaftspolitischer Kontext der mittelalterlichen liturgischen Vokalmusik sowie das deutsche Lied und seine Poesie um 1800. 

## Schriften (Auswahl)
- als Herausgeber: Historiae Sancti Dionysii Areopagitae. St. Emmeram, Regensburg, ca. 1050/16. Jh. Institute of Mediaeval Music, Ottawa 1998, ISBN 1-896926-12-6.
- Die Offertoriumsprosuln der aquitanischen Handschriften. Voruntersuchungen zur Edition des aquitanischen Offertoriumscorpus und seiner Erweiterungen. Schneider, Tutzing 1999, ISBN 3-7952-0973-0.
- als Herausgeber: Konrad von Megenberg: Historia Sancti Erhardi. Institute of Mediaeval Music, Ottawa 2000, ISBN 1-896926-23-1.
- Kompositionsproblem Klassik. Antikeorientierte Versmetren im Liedschaffen J. F. Reichardts und einiger Zeitgenossen. Böhlau, Köln 2011, ISBN 978-3-412-20287-3.
- Edition: Zwei Historiae zu Ehren der Solothurner Heiligen Urs, Victor und ihrer Gefährten, Märtyrer der Thebäischen Legion (11. / 15. Jh.). Einführung Silvan Freddi, Edition Roman Hankeln. The Institute of Mediaeval Music, Kitchener (Ontario) 2023, ISBN 978-1-926664-63-7.